# パラマリボ

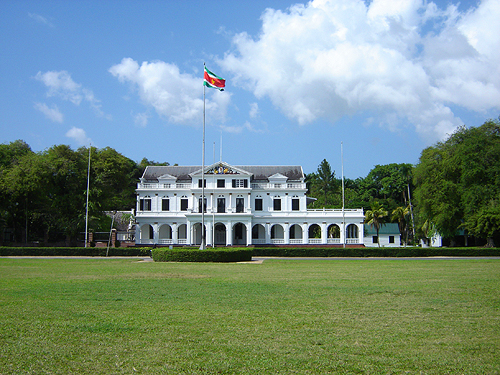
大統領官邸（旧総督府）

パラマリボ（オランダ語: Paramaribo、オランダ語発音: [ˌpaːraˈmaːriboː]）は、スリナム共和国の首都である。オランダ領ギアナ時代の名称はフォートゼーランディア（Fort Zeelandia）であった。人口は222,843人である。パラマリボの市域は北大西洋を北に望み、東のスリナム川に接する。市の中心部は河口から12kmの位置にある。郊外では石油、ボーキサイト、金、サトウキビ、米、コーヒーが産出され輸出している。市街ではセメント、ラム酒（Borgoe）、ビール（Parbo）を製造している。カリブ海で獲れるエビはスリナム港で加工され、欧州・日本に輸出している。
パラマリボは1630年にイギリス人によって植民された。1650年にパラマリボは新しいイギリスの植民地の首都になる。しかし、英蘭戦争の結果、1667年にオランダは米国のニーウアムステルダム（現在のニューヨーク）をイギリスに譲り、スリナムを領有した。市民は主にインド系、クレオール系、マルーン系、インドネシア系などである。
パラマリボにはオランダの名残で、旧総督府、大聖堂（南米一の木造建築）、砦がある。スリナム川沿いの町並みは「パラマリボ市街歴史地区」の名で、2002年、ユネスコの世界遺産に登録された。

## 気候
パラマリボはケッペンの気候区分で熱帯雨林気候に属する。はっきりした乾季が無く月平均降水量が1年を通して60 mm以上であるが、著しい湿潤と乾燥を経験しない。9月から11月がパラマリボでは1年で最も乾燥した期間である。この気候と同じである多くの都市に共通することは気温が年間を通して比較的変化が小さく、月平均気温の最高が31℃で最低が22℃である。パラマリボの年平均降水量はおおよそ2,200 mmである。
| Paramariboの気候       | Paramariboの気候 | Paramariboの気候 | Paramariboの気候 | Paramariboの気候 | Paramariboの気候 | Paramariboの気候 | Paramariboの気候 | Paramariboの気候 | Paramariboの気候 | Paramariboの気候 | Paramariboの気候 | Paramariboの気候 | Paramariboの気候 |
| 月                     | 1月              | 2月              | 3月              | 4月              | 5月              | 6月              | 7月              | 8月              | 9月              | 10月             | 11月             | 12月             | 年               |
| ---------------------- | ---------------- | ---------------- | ---------------- | ---------------- | ---------------- | ---------------- | ---------------- | ---------------- | ---------------- | ---------------- | ---------------- | ---------------- | ---------------- |
| 平均最高気温 °C （°F） | 30 (86)          | 30 (86)          | 30 (86)          | 31 (88)          | 30 (86)          | 31 (88)          | 31 (88)          | 32 (90)          | 33 (91)          | 33 (91)          | 32 (90)          | 30 (86)          | 31 (88)          |
| 日平均気温 °C （°F）   | 26 (79)          | 26 (79)          | 26 (79)          | 27 (81)          | 27 (81)          | 27 (81)          | 27 (81)          | 27 (81)          | 28 (82)          | 28 (82)          | 27 (81)          | 26 (79)          | 27 (81)          |
| 平均最低気温 °C （°F） | 22 (72)          | 22 (72)          | 22 (72)          | 22 (72)          | 23 (73)          | 22 (72)          | 22 (72)          | 23 (73)          | 23 (73)          | 23 (73)          | 23 (73)          | 22 (72)          | 22 (72)          |
| 降水量 mm （inch）     | 200 (7.87)       | 140 (5.51)       | 150 (5.91)       | 210 (8.27)       | 290 (11.42)      | 290 (11.42)      | 230 (9.06)       | 170 (6.69)       | 90 (3.54)        | 90 (3.54)        | 120 (4.72)       | 180 (7.09)       | 2,220 (87.4)     |
| 出典：Weatherbase      |                  |                  |                  |                  |                  |                  |                  |                  |                  |                  |                  |                  |                  |

## 交通
- ヨハン・アドルフ・ペンヘル国際空港が45km南に位置している。

## 姉妹都市
- ベルギー、アントウェルペン
- 中国、杭州市
- ガイアナ、ジョージタウン
- キュラソー、ウィレムスタッド[2]
- インドネシア、ジョグジャカルタ